# Großer Bärenfluss
Der Große Bärenfluss (englisch Great Bear River; französisch Grande rivière de l’Ours; Slavey Sahtúdé) ist ein 113 Kilometer langer Fluss im kanadischen Gebiet der Nordwest-Territorien.
Der Fluss nimmt seinen Anfang als Hauptentwässerung des Großen Bärensees bei der Ortschaft Déline. Von dort richtet sich der Flusslauf durch die Sumpflandschaft nach Westen und mündet bei Tulita in den Mackenzie River.
Während des Sommers ist der Fluss vier Monate lang eisfrei und stellt in dieser Zeit eine wichtige Transportmöglichkeit innerhalb der Nordwest-Territorien dar. Der Fluss hat eine unregelmäßige Mäanderform und eine durchschnittliche Tiefe von sechs Meter.